# Стебник (гміна)
Гміна Стебник — колишня (1934—1939 рр.) сільська ґміна Дрогобицького повіту Львівського вооєводства Польської республіки (1918—1939) рр. Центром ґміни було село Стебник.

1 серпня 1934 р. було створено ґміну Стебник в Дрогобицькому повіті. До неї увійшли попередні сільські гміни: Стебник, Доброгостів, Гассендорф (Gassendorf), Колпець, Орів, Солець, Станиля та Уличне.
В 1934 р. територія ґміни становила 182,32 км².  
Населення ґміни станом на 1931 рік становило 17551 особа. Налічувалось 3202 житлові будинки. 

17 січня 1940 р. ґміна включена до Дрогобицького району.
1 вересня 1943 частину ліквідованої Дережицької ґміни (поселення Циганівка, Модричі і Державний нафтопромисел села Модричі) було включено до складу Стебницької ґміни.